# Valdeacederas (métro de Madrid)
Valdeacederas (en espagnol : Estación de Valdeacederas), est une station de la ligne 1 du métro de Madrid. Elle est située sous la rue Bravo Murillo, à l'intersection avec les rues Capitaine Blanco Argibay et Pinos Alta, dans le district de Tetuán, à Madrid en Espagne.

## Situation sur le réseau

Plan du réseau.

Établie en souterrain, Valdeacederas est une station de passage de la ligne 1 du métro de Madrid. Elle est située entre la station Plaza de Castilla, en direction du terminus Pinar de Chamartín, et la station Tetuán, en direction du terminus Valdecarros.
Elle dispose des deux voies de la ligne encadrées par deux quais latéraux.

## Histoire
La station Valdeacederas est mise en service le 4 février 1961, lors de l'ouverture de l'extension de la ligne de Tetuán à Plaza de Castilla. Elle est nommée en référence à la rue Valdeacederas, renommée depuis rue Capitaine Blanco Argibay.

## Services aux voyageurs

### Accès et accueil
La station possède deux accès, aux 324 et 358 de la rue Bravo Murillo, équipés uniquement d'escaliers fixes, c'est une station qui n'est pas accessible aux personnes à la mobilité réduite. Située en zone A, elle est ouverte de 6h00 à 1h30.

### Desserte
Valdeacederas est desservie par les rames de la ligne 1 du métro de Madrid.

Installations et desserte
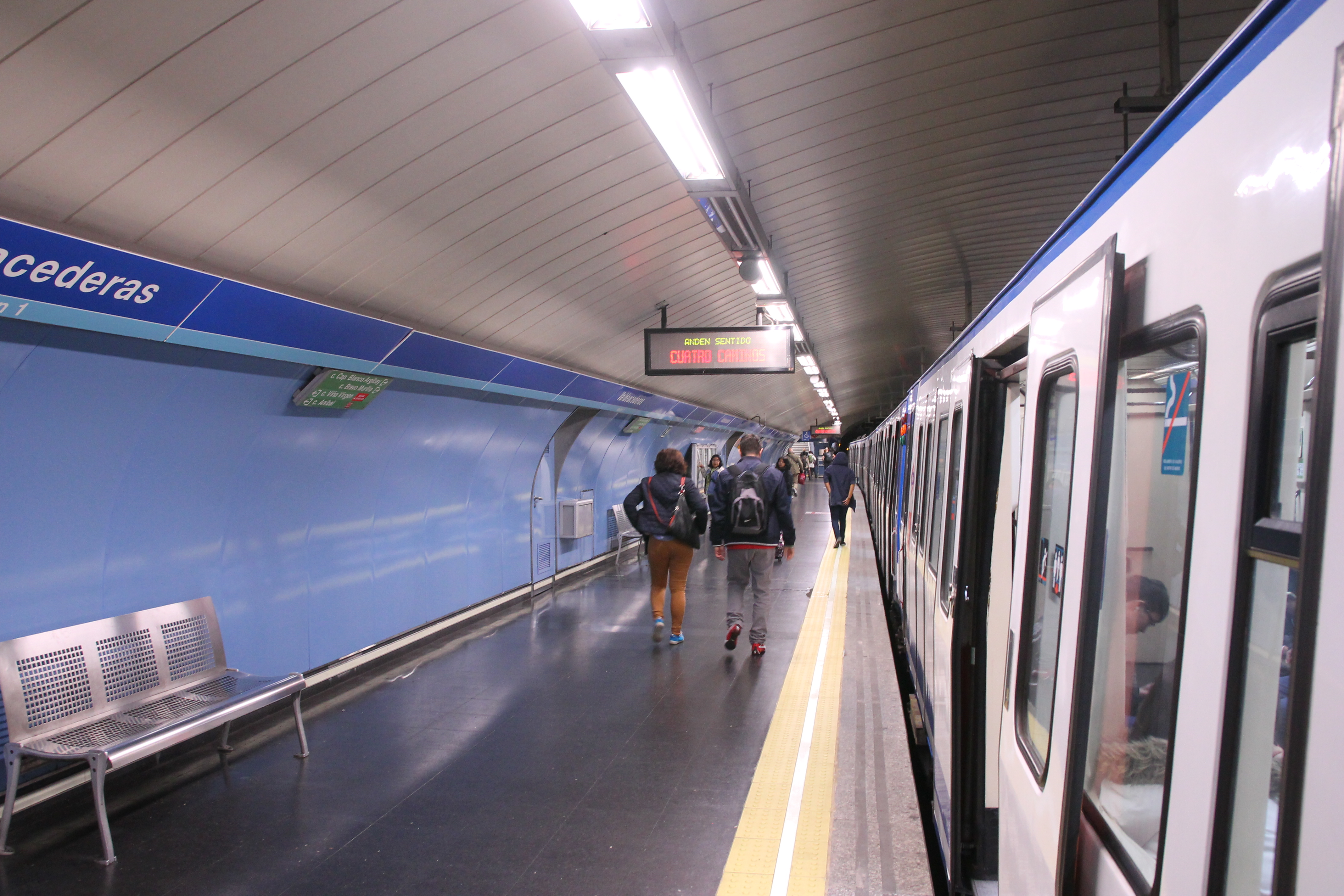
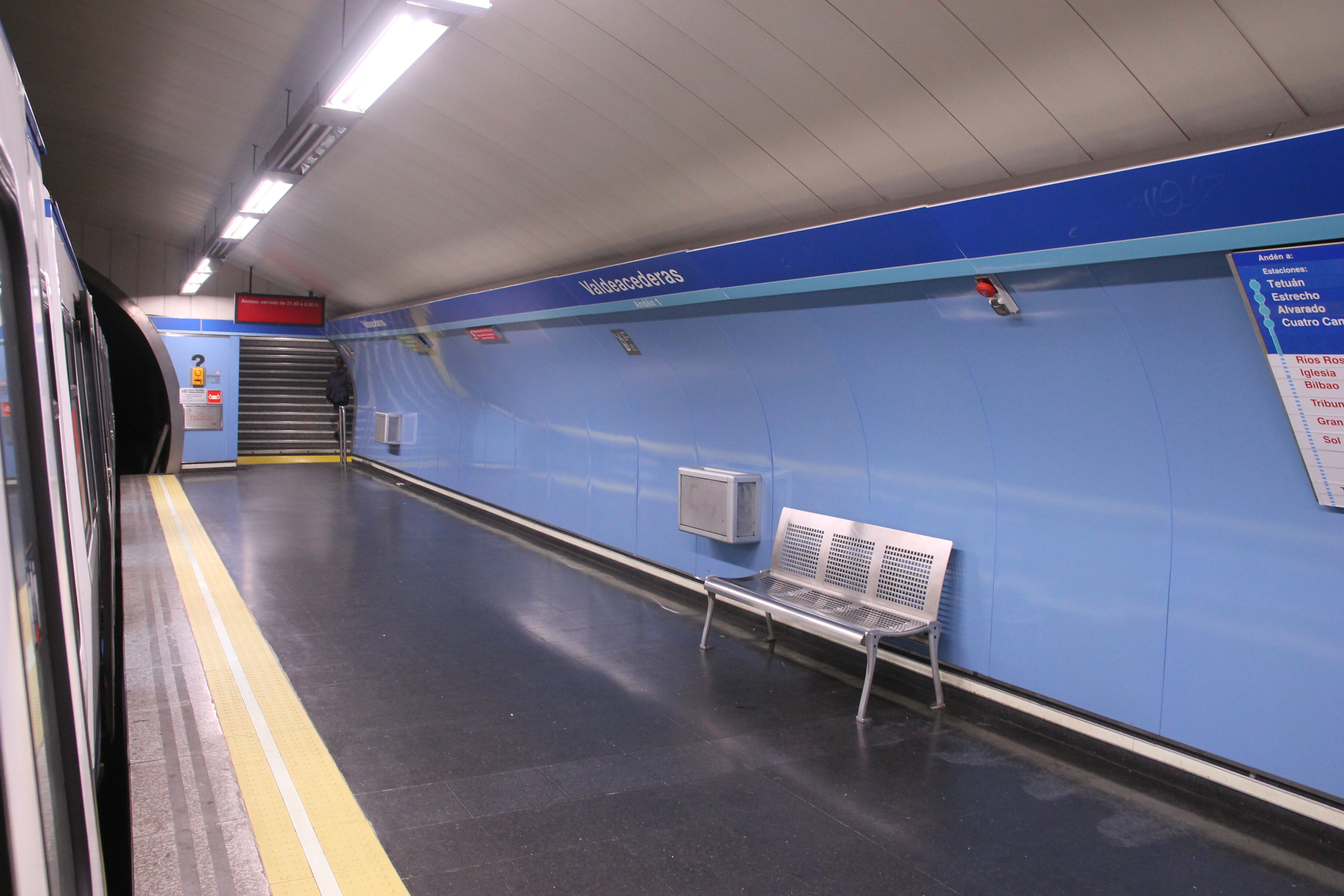

### Intermodalité
À proximité des arrêts de bus sont desservis par les lignes : diurnes 49, 66, 124 et nocturnes N22, N23.